# (45) Eugenia
(45) Eugenia – jedna z większych planetoid z pasa głównego.

## Odkrycie i nazwa
Została odkryta 27 czerwca 1857 roku w Paryżu przez Hermana Goldschidta. Nazwa planetoidy została nadana na cześć cesarzowej Eugenii, żony Napoleona III.

## Orbita i właściwości fizyczne
(45) Eugenia obiega Słońce w czasie 4 lat i 178 dni w średniej odległości 2,72 au. Jej peryhelium znajduje się w odległości 2,50 au, a aphelium 2,94 au od Słońca. Planetoida ta ma nieregularny kształt i wielkość 305×220×145 km. Na uwagę zasługuje także fakt, iż ciało to ma bardzo małą średnią gęstość – 1,2 g/cm³ (nieco więcej niż woda).

## Naturalne satelity
(45) Eugenia ma dwa księżyce, z których większy, odkryty w roku 1999, ma ok. 13 km średnicy i obiega planetoidę centralną w czasie pięciu dni w odległości 1190 km. Nosi on nazwę Petit-Prince na cześć jedynego syna Eugenii, Napoleona IV i ze względu na analogie jego życiorysu z postacią głównego bohatera powieści Antoine’a de Saint-Exupéry’ego pt. Mały Książę.
Drugi satelita, odkryty w roku 2004, nosi prowizoryczne oznaczenie S/2004 (45) 1, ma średnicę szacowaną na ok. 5 km i krąży wokół Eugenii w średniej odległości ok. 611 km.